# Glottiphyllum nelii
Glottiphyllum nelii är en isörtsväxtart som beskrevs av Schwant. Glottiphyllum nelii ingår i släktet Glottiphyllum och familjen isörtsväxter. Inga underarter finns listade i Catalogue of Life.